# Gene Ammons in Sweden
Gene Ammons in Sweden è un album dal vivo di Gene Ammons, pubblicato dalla Enja Records nel 1981. I brani furono registrati il 14 luglio 1973 all'Ahus Jazz Festival di Ahus, Svezia.

## Tracce
Lato A
1. Billie's Bounce – 11:25 (Charlie Parker)
2. There Is No Greater Love – 8:35 (Isham Jones, Marty Syms)

Lato B
1. Polka Dots and Moonbeams – 4:58 (Jimmy Van Heusen, Johnny Burke)
2. Lover Man – 5:35 (Jimmy Davis, Jimmy Sherman, Roger Ram Ramirez)
3. Ahus Jazz – 7:55 (Horace Parlan)

## Musicisti
- Gene Ammons - sassofono tenore
- Horace Parlan - pianoforte
- Red Mitchell - contrabbasso
- Ed Jones - batteria